# Питър Скайни Огдън
Питър Скайни Огдън (на английски: Peter Skene (Skeene) Ogden) е канадски търговец на кожи, пътешественик, изследовател на днешната канадска провинция Британска Колумбия и американските щати Орегон, Вашингтон, Невада, Калифорния, Юта, Айдахо и Уайоминг.

## Ранни години (1790/1793 – 1824)
Роден е на 12 февруари 1790 година (по други данни 1793) в град Квебек, Канада, в семейството на главния съдия на провинция Квебек Айзък Огдън и съпругата му Сара Хансън, английски емигранти. През 1809 г. постъпва на работа в Северозападната компания търгуваща с ценни животински кожи, като районът му на действие е територията на днешната канадска провинция Саскачеван. През 1816 г. е обвинен в убийство на индиански вожд и за да избегне затвора компанията е принудена да го премести в най-западните неизследвани все още части на континента. Там Огдън продължава съвестно да се труди за компанията и през 1823 г. е назначен за главен „прекупвач“ на кожи.

## Изследователска дейност (1824 – 1830)
От 1824 до 1830 г., с цел разширяване на територията на изкупуване на кожи, Огдън предприема няколко похода в днешните западни американски щати Орегон, Вашингтон, Невада, Калифорния, Юта, Айдахо и Уайоминг, където извършва няколко важни открития.
В периода 1824 – 1825 г. изследва долния басейн на река Колумбия и южната част на Колумбийското плато. От 1825 до 1826 изследва реките Джон Дей и Дешут (леви притоци на Колумбия) до изворните им области. На 43º с.ш. открива източната част на обширната пустинна безотточна котловина – Басейн Харни, и в него – солените езера Малур и Харни. Открива и западната част на котловината Хай Дезерт (Горна пустиня) и Лоу Дезерт (Долна пустиня). Още по-на юг, на около 42º – 40º с.ш., слага началото на откриването на губещата се в солончаците река Огдън (Хумболд). През 1826 – 1827 г. на запад от пустинната котловина открива езерото Кламат и река Кламат, която извира от източната част на Каскадните планини, пресича ги от североизток на югозапад (на 42º с.ш.), заобикаля от север масива Кламат и се влива в Тихия океан.
През 1828 – 1829 г. проучва Голямото солено езеро и изтичащата от него река Вебер, прекосява Басейна Харни в Невада, пресича планината Сиера Невада и достига до брега на Тихия океан при Калифорнийския залив.
В последното си пътуване през 1830 г. достига на север до Аляска и основава Форт Симпсън.

## Следващи години (1830 – 1854)
След пътуванията си Огдън се установява във форт Ванкувър (сега град Ванкувър) като продължава да бъде главен „прекупвач“ на кожи. През 1847 г. се „пенсионира“ и се оттегля в днешното градче Орегон Сити в щата Орегон с няколкото си индиански жени и пише мемоари, които са издадени посмъртно през 1855 г.
Умира на 27 септември 1854 година в Орегон Сити.

## Памет
Неговото име носят:
- град Огдън (41°14′ с. ш. 111°58′ з. д. / 41.233333° с. ш. 111.966667° з. д.), щат Юта, САЩ;
- Огдън – бивш град, а сега квартал в Калгари, провинция Албърта, Канада;
- река Огдън (Хумболд, 39°59′ с. ш. 118°36′ з. д. / 39.983333° с. ш. 118.6° з. д.), щат Невада, САЩ;
- гимназия „Питър Огдън“ в провинция Британска Колумбия, Канада;
- гимназия „Питър Огдън“ в град Орегон Сити, щат Орегон, САЩ;
- начално училище „Питър Огдън“ в град Ванкувър, щат Вашингтон, САЩ;
- начално училище „Питър Огдън“ в град Тъмуотър, щат Вашингтон, САЩ.